# Municipio de Paradise (Kansas)
El municipio de Paradise (en inglés, Paradise Township) es un municipio del condado de Russell, Kansas, Estados Unidos. Tiene una población estimada, a mediados de 2023, de 124 habitantes.

## Geografía
Está ubicado en las coordenadas 39°3′0″N 98°55′30″O / 39.05000, -98.92500. Según la Oficina del Censo, tiene una superficie total de 373.3 km², de los cuales 373.0 km² corresponden a tierra firme y 0.31 km² está cubiertos de agua.

## Demografía
Según el censo de 2020, en ese momento había 138 personas residiendo en la zona. La densidad de población era de 0.4 hab./km². El 92.03 % de los habitantes eran blancos, el 2.17 % eran de otras razas y el 5.80 % eran de una mezcla de razas. Del total de la población, el 4.35 % eran hispanos o latinos de cualquier raza.